# Структура магматских стена
Структуру неке стене одређују облик (правилност и крупноћа) и начин срастања појединих састојака, који су последица тока кристализације магме. 
Према крупноћи састојака у стени разликујемо фенокристалне (макрокристалне), где се састојци стене могу одредити голим оком, и афанатичне (микро и криптокристалне), где се састојци стене могу одредити само под микроскопом. 
Магматска стена може бити изграђена од искристалисаних минерала, од стакла и искристалисаних минерала, или само од стакла. Степен искристалисаности стенске масе и крупноћа зрна дефинишу појам кристалинитета стене. Облик кристала веома је важан за дефинисање структуре. Он може бити правилан, делимично правилан или неправилан. 
Ако је стена изграђена само од кристала, каже се да је холокристаласта. Ако је изграђена од стакла и кристала, тада је хипокристаласта, а ако је изграђена само од стакла, онда је витрофирска или стакласта.
На основу правилности кристала, разликују се следећи случајеви:
- ако су минерали правилног облика, кажемо да су идиоморфни;
- ако су минерали делимично правилног облика, кажемо да су хипидиоморфни;
- ако су минерали неправилног облика, кажемо да су алотриоморфни или ксеноморфни.

Код магматских стена разликујемо две основне врсте структура. Свака од њих одраз је специфичног тока хлађења магматске масе.

## Зрнаста структура
Зрнаста структура јавља се код дубинских стена, консолидованих у доњем и горњем плутонском нивоу. Кристализација је, том приликом, текла полагано, тако да су сви минерали могли да искристалишу у зрнима приближно исте величине. 
Према диманзијама зрна, делимо је на:
- крупнозрне (преко 5 mm);
- средњозрне (од 1 - 5 mm);
- ситнозрне (испод 1 mm).

На основу правилности минерала који их изграђују, зрнасте структуре делимо на:
- панидиоморфно зрнасте, када су сви састојци стене правилног облика;
- хипидиоморфно зрнасте, када су неки састојци правилног, а неки неправилног облика;
- алотриоморфно зрнасте, када су сви састојци неправилног облика.

## Порфирска структура
Ако су минерали у стени искристалисали у две фазе, од којих је прва текла споро (у дубини), при чему су кристалисали минерали правилних форми, а друга фаза у условима наглог пада температуре (при изливању), када су кристалисали минерали неправилног облика, или су створени само кристализациони замеци, добија се структура код које крупни кристали, створени у првој фази, леже у основи изграђеној од ситнозрних кристала (или стакла), који су настали у другој фази. 
Порфирска структура јавља се код стена које су искристалисале у субвулканском и вулканском нивоу. Крупне, обично идиоморфне, кристале, створене у првој фази, називамо фенокристалима. Основна маса, у којој леже фенокристали, може бити микрокристаласта, криптокристаласта или стакласта. 
С обзиром на степен кристалинитета основне масе, порфирске структуре могу се поделити на:
- холокристаласто порфирске структуре, код којих фенокристали леже у кристалној основној маси;
- хипокристаласто порфирске структуре, код којих фенокристали леже у делимично кристалној, а делимично стакластој маси;
- хијалинске или витрофирске структуре, код којих фенокристали леже у стакластој основи.

Ситне кристале основне масе код порфирске структуре, називамо микролитима. 

## Остале структуре
Осим наведених структура, битно је поменути још неколико, које су честе и значајне за детерминацију појединих врста магматских стена.
- Порфироидна структура је једна од врста зрнасте структуре и карактерише се присуством нешто крупнијих, обично идиоморфних, зрна (најчешће фелдспата), која леже у зрнастој маси стене. Ова структура честа је код жичних стена.

- Мирмекитска структура карактерише се прорастањем црволиког кварца и фелдспата. Структура је специфична за киселе стене, граните и пегматите.

- Сферолитска структура запажа се често у лавама које кристалишу веома брзо. При томе се стварају радијални агрегати плагиокласа и бојених минерала – сферолити.

- Офитска структура је структура код које притке плагиокласа граде решетку (међусобно су изукрштане), док су међупростори испуњени зрнима пироксена. Ова структура је веома карактеристична за дијабазе и долерите. Ако просторе између плагиокласа испуњава стакло или делимично искристалисана маса, структура се назива интерсетална.

- Полифирска структура је општи назив за све порфирске структуре са великим бројем фенокристала, а олигофирска структура за оне са малим бројем кристала у основној маси.

- Појкилитска структура представља структуру у којој крупнија зрна неког минерала уклапају ситнија зрна неког другог минерала.